# Campeonato Europeo de Halterofilia de 1953
El XXXIII Campeonato Europeo de Halterofilia se celebró en Estocolmo (Suecia) entre el 26 y el 30 de agosto de 1953 bajo la organización de la Federación Europea de Halterofilia (EWF) y la Federación Sueca de Halterofilia.
El evento fue realizado en el XXX Campeonato Mundial de Halterofilia. Los tres mejores halterófilos europeos de cada categoría recibieron las correspondientes medallas.

## Medallistas
| Evento  | Oro                               | Plata                                | Bronce                                |
| ------- | --------------------------------- | ------------------------------------ | ------------------------------------- |
| 56 kg   | Ivan Udodov URSS 315,0            | Karel Saitl Checoslovaquia 280,0     | Sebastiano Mannironi · Italia · 277,5 |
| 60 kg   | Nikolai Saksonov URSS 337,5       | Rafael Chimishkian URSS 332,5        | Einar Eriksson · Suecia · 307,5       |
| 67,5 kg | Dmitri Ivanov URSS 365,0          | Åke Hedberg · Suecia · 332,5         | Tuure Tanni · Finlandia · 330,0       |
| 75 kg   | Yuri Duganov URSS 382,5           | Václav Pšenička Checoslovaquia 362,5 | Ermanno Pignatti · Italia · 352,5     |
| 82,5 kg | Arkadi Vorobiov URSS 430,0        | Trofim Lomakin URSS 427,5            | Leslie Willoughby Reino Unido 355,0   |
| 90 kg   | Wilhelm Flenner · Austria · 362,5 | Jens Mortensen Dinamarca 355,0       | Lauri Kinnunen · Suecia · 355,0       |
| +90 kg  | Heinz Schattner RFA 427,5         | Theo Aaldering RFA 415,0             | Franz Hölbl · Austria · 397,5         |

1. 1 2 3  Fuerza (kg) + arrancada (kg) + dos tiempos (kg) = TOTAL (kg)

## Medallero
| Núm. | País           | Oro | Plata | Bronce | Total |
| ---- | -------------- | --- | ----- | ------ | ----- |
| 1    | URSS           | 5   | 2     | 0      | 7     |
| 2    | RFA            | 1   | 1     | 0      | 2     |
| 3    | Austria        | 1   | 0     | 1      | 2     |
| 4    | Checoslovaquia | 0   | 2     | 0      | 2     |
| 5    | Suecia         | 0   | 1     | 2      | 3     |
| 6    | Dinamarca      | 0   | 1     | 0      | 1     |
| 7    | Italia         | 0   | 0     | 2      | 2     |
| 8    | Finlandia      | 0   | 0     | 1      | 1     |
| 8    | Reino Unido    | 0   | 0     | 1      | 1     |
|      | TOTAL          | 7   | 7     | 7      | 21    |